# Leno e Lílian
Leno e Lílian (stylisé Leno & Lílian) est un groupe brésilien de rock, originaire de Rio de Janeiro, actif entre 1965 et 1967, puis entre 1972 et 1974. Ils commencent à se produire dans les années 1960 dans le cadre de l'émission Jovem Guarda, période au cours de laquelle ils connaissent le succès.

## Histoire
Leno et Lilian se connaissent depuis l'âge de 6 ans et commencent à chanter ensemble à l'âge de 15 ans, alors qu'ils étaient voisins à Copacabana, Rio de Janeiro. En 1966, le duo commence à se produire dans l'émission Jovem Guarda et sort son premier CD avec les morceaux Pobre Menina et Devolva-me,, dans ce style musical — une sorte de reprise du rock et du iê-iê-iê au Brésil — avec un grand succès. Leur premier 33 tours, enregistré peu après, comprend ces deux premières chansons ainsi que Eu Não Sabia Que Você Existia, un autre succès. En 1968, lorsque le duo se sépare, Leno poursuit une carrière solo et enregistre quelques albums.
En 1972, ils se produisent à nouveau ensemble. Pendant cette période, ils publient des chansons produites et écrites par Raulzito (Raul Seixas), Renato Barros et d'autres auteurs, ainsi que leurs propres compositions. Entre 1972 et 1973, ils enregistrent deux autres albums. Tout au long des années 1970 et 1980, Lílian et Leno mènent des carrières en solo, avec quelques brèves retrouvailles. En 1979, Lílian connait un grand succès avec le morceau Sou Rebelde. À cette époque, Lílian pose nu pour une édition spéciale du magazine Homem d'Idéia Editorial. Dans les années 1990, Leno et Lílian ont participé à des concerts commémorant le 30e anniversaire de Jovem Guarda et se produisent ensemble ou séparément. Certains des albums du duo et des albums individuels de Leno sont réédités en CD.
Le 21 juin 2015, après une interruption de 10 ans, le duo se produit à la Virada Cultural à São Paulo,. Leno décède le 8 décembre 2022. 

## Discographie

### Albums studio
- 1966 : Leno e Lilian (réédité en 1972 et 1973)
- 1967 : Não Acredito

### Singles
- 1966 : Devolva-me / Pobre Menina
- 1967 : Está Pra Nascer / Não Vai Passar
- 1967 : Coisinha Estúpida / Um Novo Amor Surgirá

### EP
- 1966 : Leno e Lilian
- 1967 : Leno e Lilian - Vol. II
- 1967 : Não Acredito
- 1968 : Não Acredito - Vol. II

### Apparitions
- 1966 : As 14 Mais - Vol. XVIII, avec les morceaux Devolva-me et Pobre Menina
- 1967 : As 14 Mais - Vol. XIX, avec les morceaux  Está pra Nascer et Não Vai Passar
- 1967 : As 14 Mais - Vol. XX, avec les morceaux Não Acredito et Parem Tudo